# Issa Hakizimana
Issa Hakizimana (ur. 28 sierpnia 1994 w Bużumburze) – burundyjski piłkarz grający na pozycji środkowego obrońcy. Od 2022 jest zawodnikiem klubu Flambeau du Centre FC.

## Kariera klubowa
Swoją karierę Hakizimana rozpoczął w klubie LLB Académic FC. W sezonie 2011/2012 zadebiutował w jego barwach w pierwszej lidze burundyjskiej. Grał w nim do 2015 roku. Wywalczył z nim mistrzostwo Burundi w sezonie 2013/2014, wicemistrzostwo w sezonie 2014/2015 oraz dwa Puchary Burundi w 2012 i 2014 roku. W latach 2015–2017 występował w Vital’O FC, z którym w sezonie 2015/2016 został mistrzem Burundi. W sezonie 2017/2018 ponownie był zawodnikiem LLB Académic FC, z którym został wicemistrzem kraju. W sezonie 2018/2019 grał w rwandyjskim Police FC, a w sezonie 2019/2020 w innym klubie z tego kraju, Etincelles FC. W latach 2020–2022 był piłkarzem Futuro Kings FC z Gwinei Równikowej. W sezonie 2021/2022 wywalczył z nim wicemistrzostwo kraju. Latem 2022 przeszedł do Flambeau du Centre FC. W sezonie 2022/2023 wywalczył z nim wicemistrzostwo Burundi.

## Kariera reprezentacyjna
W reprezentacji Burundi Hakizimana zadebiutował 6 stycznia 2013 roku w zremisowanym 0:0 meczu Mistrzostw Narodów Afryki 2014 z Kenią.